# Galerie Gunar
Die Galerie Gunar war eine Galerie für Gegenwartskunst, die der Kunsthändler Günter Pooch von 1958 bis 1969 in Düsseldorf führte.

## Geschichte

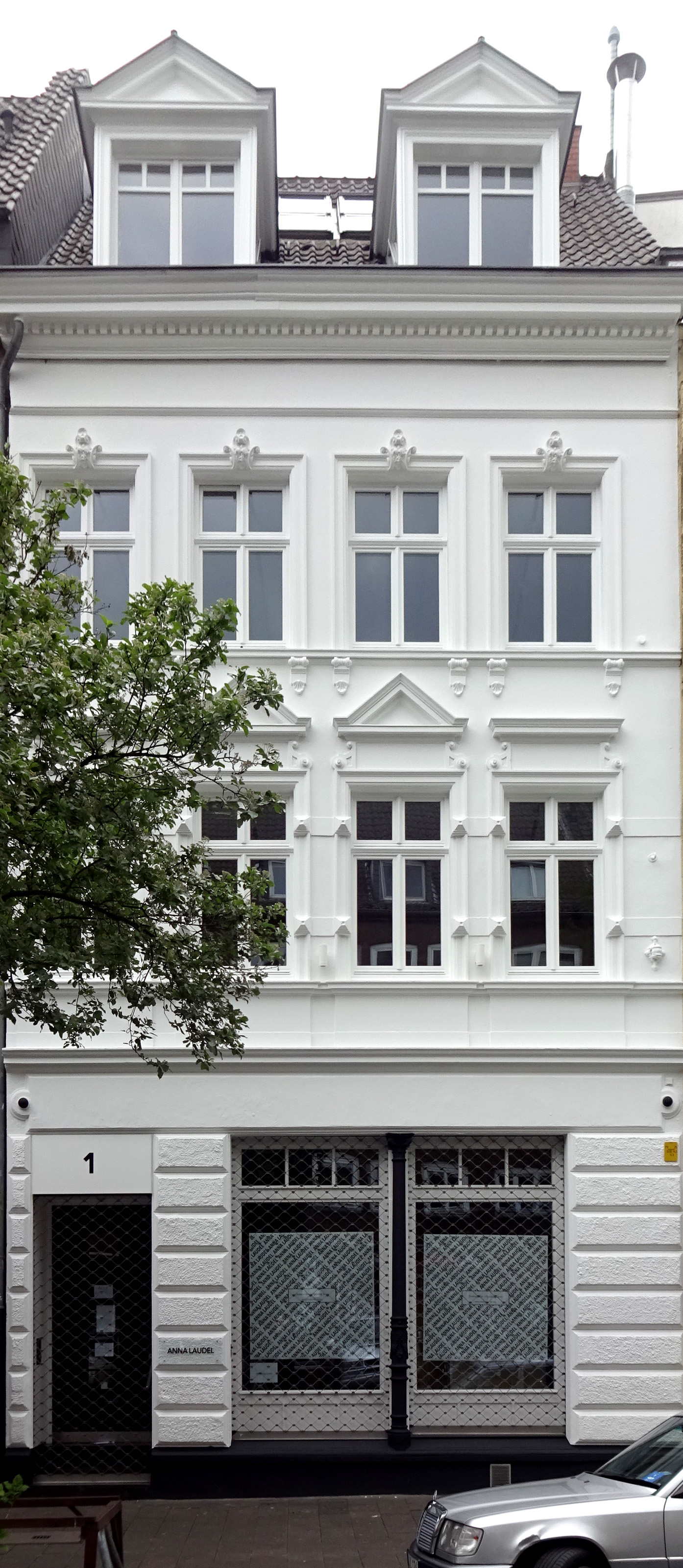
Haus Mühlenstraße 1, letzter Sitz der Galerie Gunar in Düsseldorf

Günter Pooch, ursprünglich ein Bürobedarfshändler, der in Berlin kunsthistorische Vorlesungen besucht hatte, eröffnete im Mai 1958 in seinen Geschäftsräumen in Düsseldorf die Galerie Gunar. Der Name orientierte sich am Vornamen des Sohnes. Von Mai 1958 bis November 1960 war die Galerie, die mit Werken von Jaap Wagemaker (1906–1972) eröffnete, in der Bismarckstraße 68 ansässig, von Januar 1961 bis Oktober 1965 in der Schützenstraße 63, zuletzt ab März 1966 in der Mühlenstraße 1, wo der Betrieb vermutlich am 1. April 1969 mit einer Ausstellung von Werken von Ingeborg Lüscher schloss. Als die Galerie in das Lokal Mühlenstraße 1 einzog, ließ Pooch durch den Künstler Heinz Nickel die Gebäudefassade farblich gestalten.
Bereits im November 1968 zog Pooch von Düsseldorf nach Leichlingen, wo er noch bis Ende 1971 als Galerist tätig war. Später zog er nach Ibiza. Ein Konkursverfahren über sein Vermögen wurde 1975 geschlossen. Die näheren Umstände der Galerieaufgabe liegen ebenso im Dunkeln wie der weitere Werdegang Poochs. Von Ende 1969 bis 1972 nutzte der Galerist Hans Mayer – damals noch in Zusammenarbeit mit der Pariser Kunsthändlerin Denise René – die vormaligen Galerieräume Poochs in der Mühlenstraße 1. Später, im Jahr 1996, zog dort die Galerie Remmert & Barth ein.
Die Galerie Gunar widmete sich einem breiten Spektrum der zeitgenössischen Kunst und stellte insbesondere Künstler der Abstrakten Kunst aus, etwa des Informel (z. B. Emil Cimiotti, Günter Drebusch, Karl Otto Götz, Marcel Schaffner) und des Abstrakten Realismus (z. B. Al Held, Hans Werdehausen). Vereinzelt wurden auch Vertreter der Art brut (Friedrich Schröder Sonnenstern, 1967), des Nouveau Réalisme (Daniel Spoerri, 1968) und der Op-Art (Yvaral, 1968) ausgestellt. 1967 gehörte die Galerie Gunar zu den Gründern des Kunstmarkts Köln, aus dem die Art Cologne hervorging.